# Oberamt Oppenheim

Kurpfälzische Oberämter,
11 = Oberamt Oppenheim

Das Oberamt Oppenheim war ein kurpfälzischer Verwaltungs- und Gerichtsbezirk im heutigen Rheinhessen. Er bestand bis Ende des 18. Jahrhunderts.

## Geographie
Das Oberamt Oppenheim war ein zweigeteiltes Territorium. Es bestand aus dem Ingelheimer Grund, der Umgebung um die ehemals freie Reichsstadt Oppenheim mit den Orten Oppenheim, Nierstein, Schwabsburg und Dexheim, sowie ab 1733 der Kellerei Stadecken mit den Orten Essenheim und Stadecken.

## Geschichte
Im Jahre 1375 kamen die ehedem freie Reichsstadt Oppenheim und der vorher bereits mehrfach verpfändete Ingelheimer Grund durch eine Verpfändung Kaiser Karls IV. an Kurfürst Ruprecht von der Pfalz an die Kurpfalz. Dieses neue Territorium fasste Ruprecht in einem eigenen Oberamt zusammen.
Die Verpfändung wurde nie wieder ausgelöst und nach dem Ende des Dreißigjährigen Krieges im westfälischen Frieden als unablösbar erklärt.
Im Jahre 1733 kam durch einen Territorial-Austausch das ehedem zu Pfalz-Zweibrücken gehörende Gebiet der Kellerei Stadecken zum Oberamt Oppenheim.